# Sydrhodesia
Sydrhodesia (engelska: Southern Rhodesia) var en brittisk koloni i södra Afrika norr om Limpopofloden. Från 1923 utgjorde området en egen kronkoloni. År 1965 bröt kolonin med Storbritannien och utropade 1970 Republiken Rhodesia, idag Republiken Zimbabwe.
Under åren 1953-1963 ingick dåvarande Sydrhodesia i Federationen Rhodesia och Nyasaland tillsammans med kolonierna Nyasaland (idag Malawi) och Nordrhodesia (Zambia). 
Sydrhodesia blev åter en brittisk kronkoloni enligt Lancaster House Agreement den 12 december 1979 i förberedelse för avvecklingen av Republiken Rhodesia (Zimbabwe Rhodesia) och Republiken Zimbabwe självständighet den 18 april 1980.

## Historia

### Kompaniets kolonisation
Området som blev Sydrhodesia styrdes som ett protektorat från 1889 av Brittiska sydafrikanska kompaniet under ledning av mångmiljonären Cecil Rhodes. Denne hade år 1888 erhållit rättigheter till gruvdrift och annan naturresursutvinning i området. Detta låg sedan till grund för en kolonial expansion där de inhemska hövdingadömena underkastades brittiskt styre. Kolonisationen av Matabeleland blev särskilt våldsam och resulterade i brittiska segrar i första Matabelekriget 1893-94 och igen i andra Matabelekriget 1896-97.

### Utveckling mot kolonial status
Området norr om Zambezifloden administrerades genom separata fördrag med lokala hövdingar och därför började kolonisterna söder om floden att se sig som separata från det som 1911 skulle bli Nordrhodesia och 1898 användes Sydrhodesia för första gången i officiellt sammanhang. En stor del av den europeiska befolkningen såg kompaniets styre som ett hinder till fortsatt expansion och skepsisen mot det politiska systemet växte.
Val till Lagstiftande rådet 1920 vanns av kandidater som ville avskaffa kompaniets styre. Försök att införliva territoriet i Sydafrikanska unionen misslyckades och år 1923 erhöll Sydrhodesia begränsat självstyre som brittisk kronkoloni. Charles Patrick John Coghlan blev kolonins förste premiärminister 1 oktober 1923.

### Krig och kolonial omdaning
Sydrhodesiska trupper stred under brittisk flagg i andra världskriget, främst i fälttåget i Italienska Östafrika och mot japanerna i Burma. Efter kriget ökade den europeiska immigrationen till kolonin kraftigt, och kolonister från andra delar av Afrika sökte sig också dit. Ett universitet grundades i Salisbury år 1952; ett krav från London var att rasdiskriminering, som var utbrett och institutionaliserat i kolonin, för intagning av studenter skulle förbjudas.
År 1953 hade påtryckningarna för avkolonisering i världen tagit fart och Sydrhodesia inlemmades i Centralafrikanska federationen (engelska: Federation of Rhodesia and Nyasaland) tillsammans med de två angränsande kolonierna Nordrhodesia och Nyasaland. Detta var ett försök att förebygga allt mer hårdföra krav på självständighet bland koloniernas afrikanska befolkningar som blev grogrund för militanta nationalistiska grupper. 1 januari 1964 löstes federationen upp och i oktober samma år fick både Nyasaland och Nordrhodesia självständighet förhållandevis smärtfritt. Brittiska krav på att Sydrhodesia skulle demokratiseras och införa allmän rösträtt innan man också fick självständighet möttes av öppet motstånd bland kolonins europeiska befolkning som ville behålla den koloniala rassegregationen. När Nordrhodesia döptes om till Zambia bestämde regeringen i Salisbury att Sydrhodesia bara skulle heta Rhodesia, något som inte erkändes av den brittiska regeringen. Det nationalkonservativa regeringspartiet Rhodesian Front valde 11 november 1965 att unilateralt förklara Sydrhodesia självständigt från Storbritannien, något som inte erkändes av något annat land.